# Йозеф Франц фон Дитрихщайн
Йозеф Франц фон Дитрихщайн (на немски: Joseph Franz 9.Fürst von Dietrichstein; * 28 март 1798, Санкт Петербург, Руска империя; † 10 юли 1858, Фридлант/Фридланд, Бохемия/Чехия) е 9. имперски княз на Дитрихщайн-Николсбург (1854 – 1858) в Моравия и генерал-майор. Той също е граф на Прозкау-Лесли, барон (фрайхер) на Холенбург, Финкенщайн и Талберг.

## Живот
Той е единствен син на 8. княз Франц Йозеф фон Дитрихщайн (1767 – 1854) и руската графиня Александра Андрейевна Шувалова (1775 – 1845), дъщеря на граф Андрей Петрович Шувалов (1744 – 1789) и графиня Екатерина Петровна Салткова (1743 – 1817).
Йозеф Франц се жени на 21 февруари 1821 г. за графиня Габриела Антония Мария Аполония Йохана Непомуцена Фелицитас от Митровиц и Шьонфелд (* 2 ноември 1804, Прага; † 22 септември 1880, Виена), дъщеря на граф Йозеф Антон з Митровиц (1764 – 1830) и графиня Мария Габриела Валентина дес Фурс (1771 – 1840).
По време на посещение при най-малката си дъщеря Йозеф Франц умира в замъка Фридлант през 1858 г., на 60 години. Погребан е в семейната крипта в замъка Николсбург.

## Деца
Йозеф Франц и Габриела Антония имат 4 дъщери:
- Терезия (* 15 октомври 1822, Прага; † 12 март 1895, Виена), омъжена на 15 ноември 1849 г. във Виена за граф Йохан Фридрих фон Херберщайн (* 8 март 1810, Брюн; † 6 април 1861, Грац)
- Александрина Мария (* 28 февруари 1824, Прага; † 22 февруари 1906, Виена), омъжена на 28 април 1857 г. за граф Александер фон Менсдорф-Пуили (* 4 август 1813; † 14 февруари 1871), става 1868 г. „княз на Дитрихщайн-Николсбург“ и външен министър
- Габриела (* 8 декември 1825; † 24 декември 1909), омъжена на 1 септември 1852 г. за княз Алфред фон Хатцфелд-Вилденбург (* 9 април 1825, Дюселдорф; † 3 юни 1911, Дюселдорф)
- Клотилда (* 26 юни 1828, Прага; † 31 октомври 1899, Полед), омъжена на 28 април 1850 г. за граф Едуард Клам-Галас (* 14 март 1805, Прага; † 17 март 1891, Виена), генерал на кавалерията